# Dupinek
Dupinek – skała w grupie Straszykowych Skał w miejscowości Ryczów w województwie śląskim, w powiecie zawierciańskim, w gminie Ogrodzieniec. Skały te należą do tzw. Ryczowskiego Mikroregionu Skałkowego na Wyżynie Częstochowskiej. 
Dupinek znajduje się w odległości około 80 m na północ od skały Weselna. Ma pionowe lub przewieszone ściany i składa się z dwóch wapiennych skał oddzielonych szczeliną i kominem. Jest obiektem wspinaczki skalnej. Pierwszą drogę wspinaczkową poprowadzono na nim w latach 80. XX wieku. Do czerwca 2020 r. wspinacze poprowadzili na nim dwie drogi, są też dwie możliwości. Wspinaczka tradycyjna (trad), prócz stanowiska zjazdowego (st) na skale nie zamontowano bowiem punktów asekuracyjnych.

## Drogi wspinaczkowe
1. Możliwość
2. Możliwość
3. Survival direct; V+ (trad), st
4. Kominek Dupinka; III (trad), st

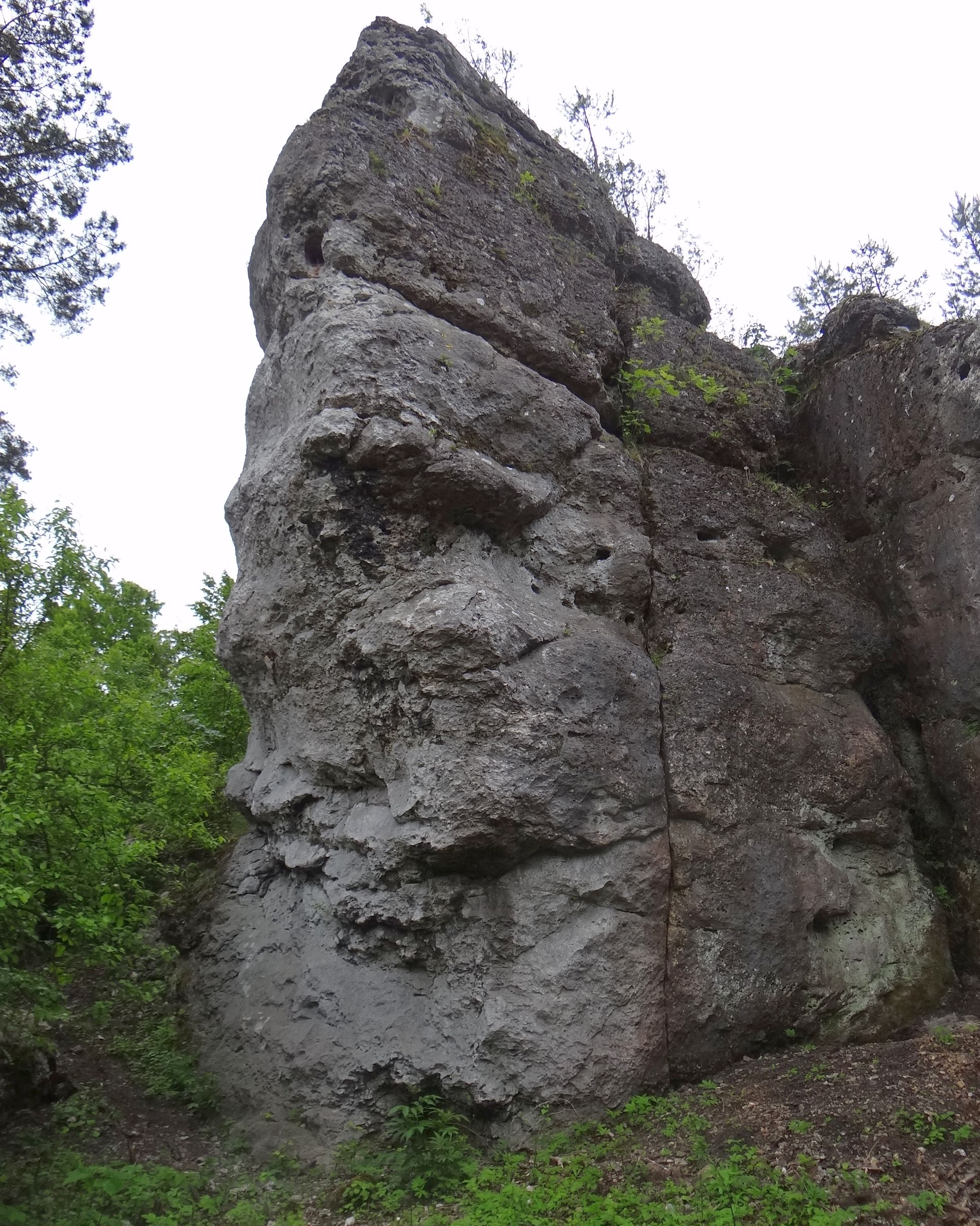
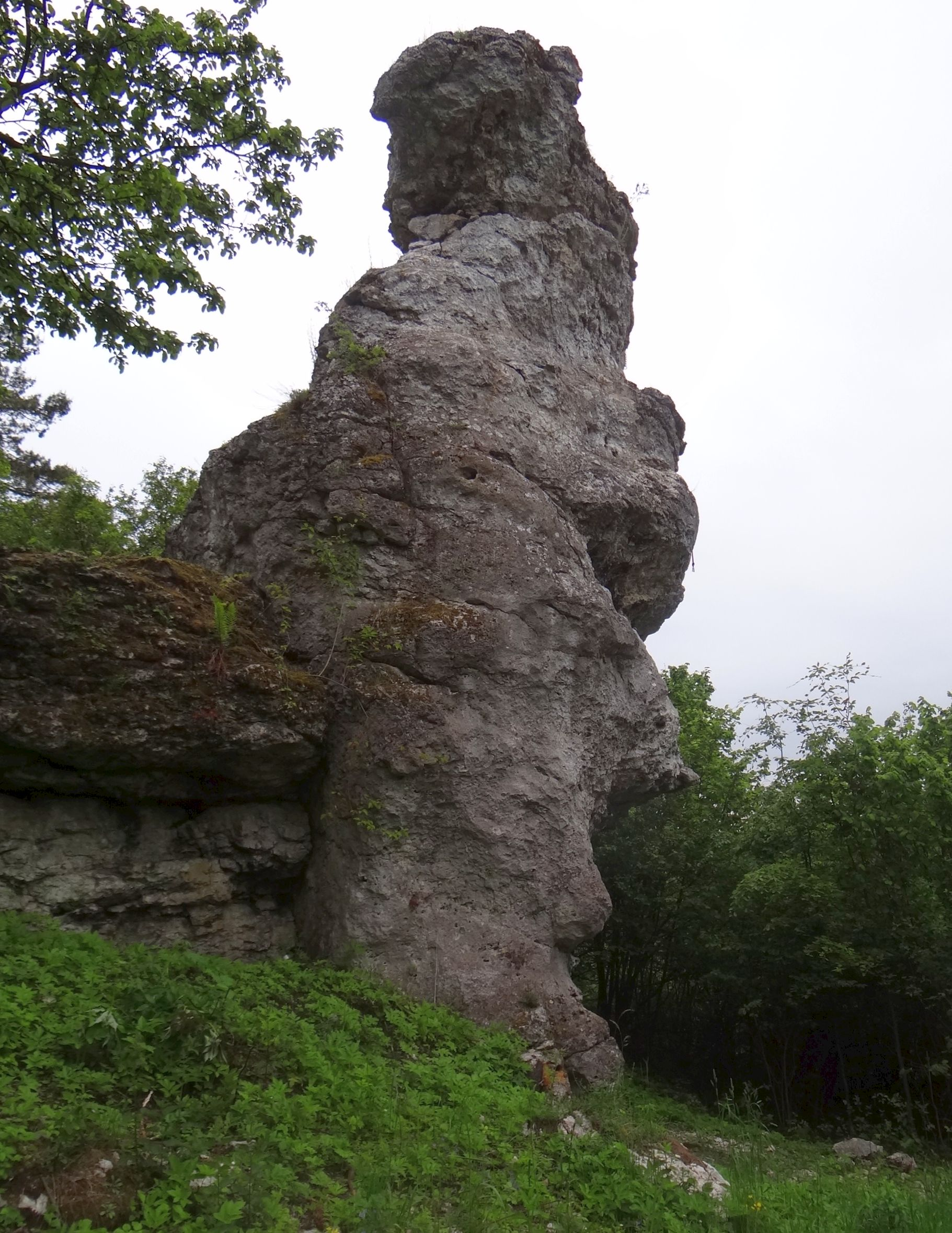
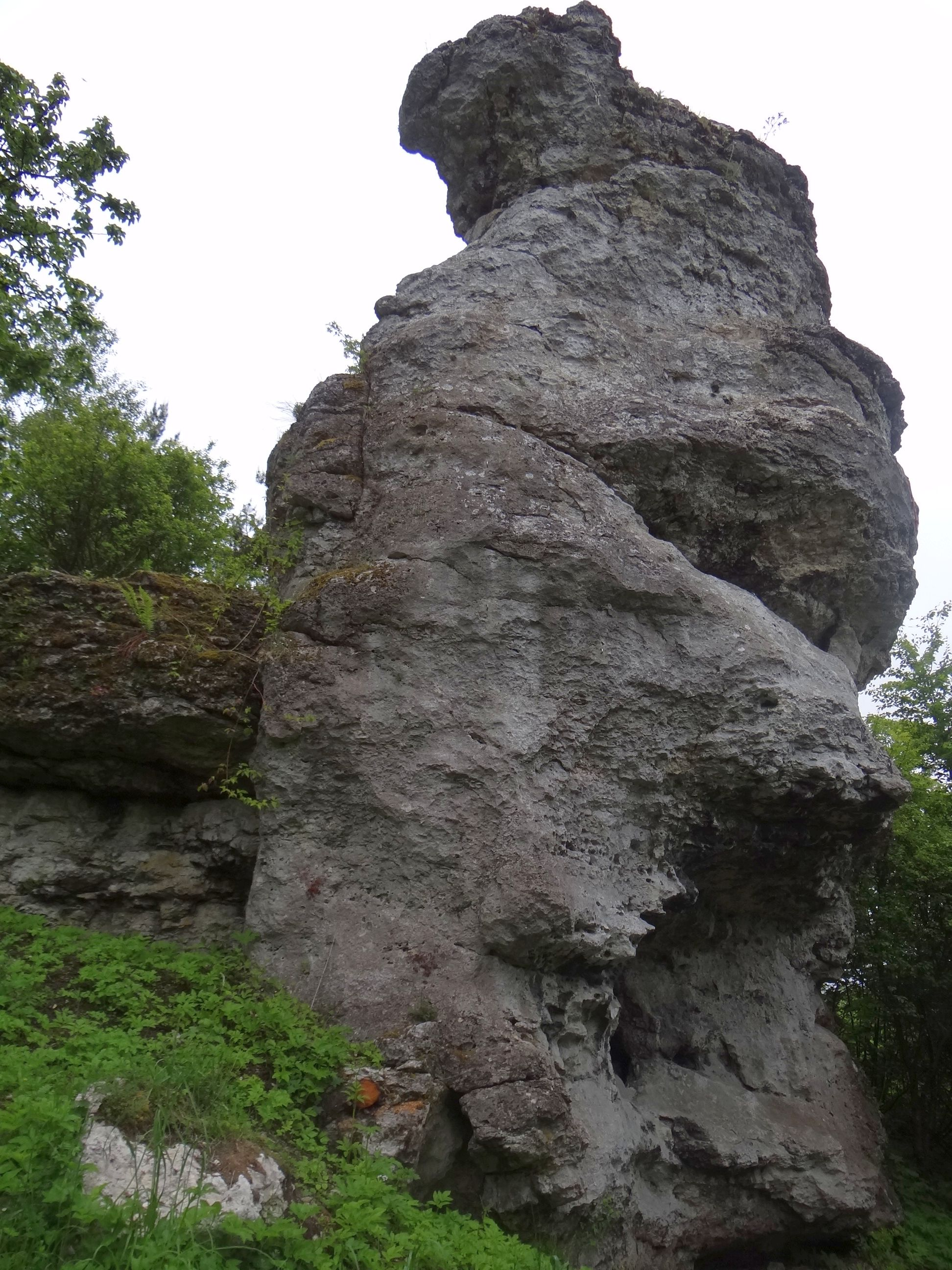
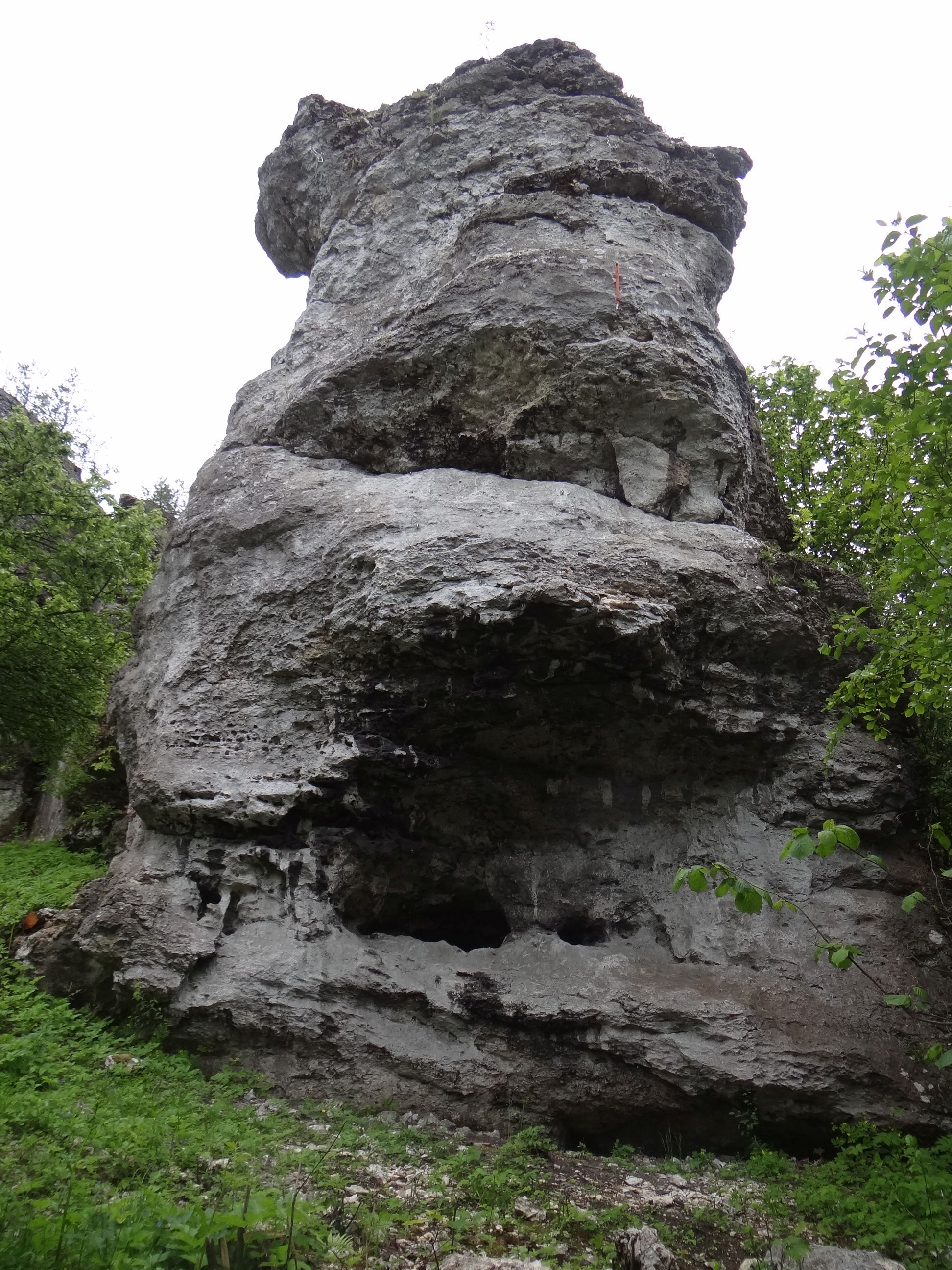
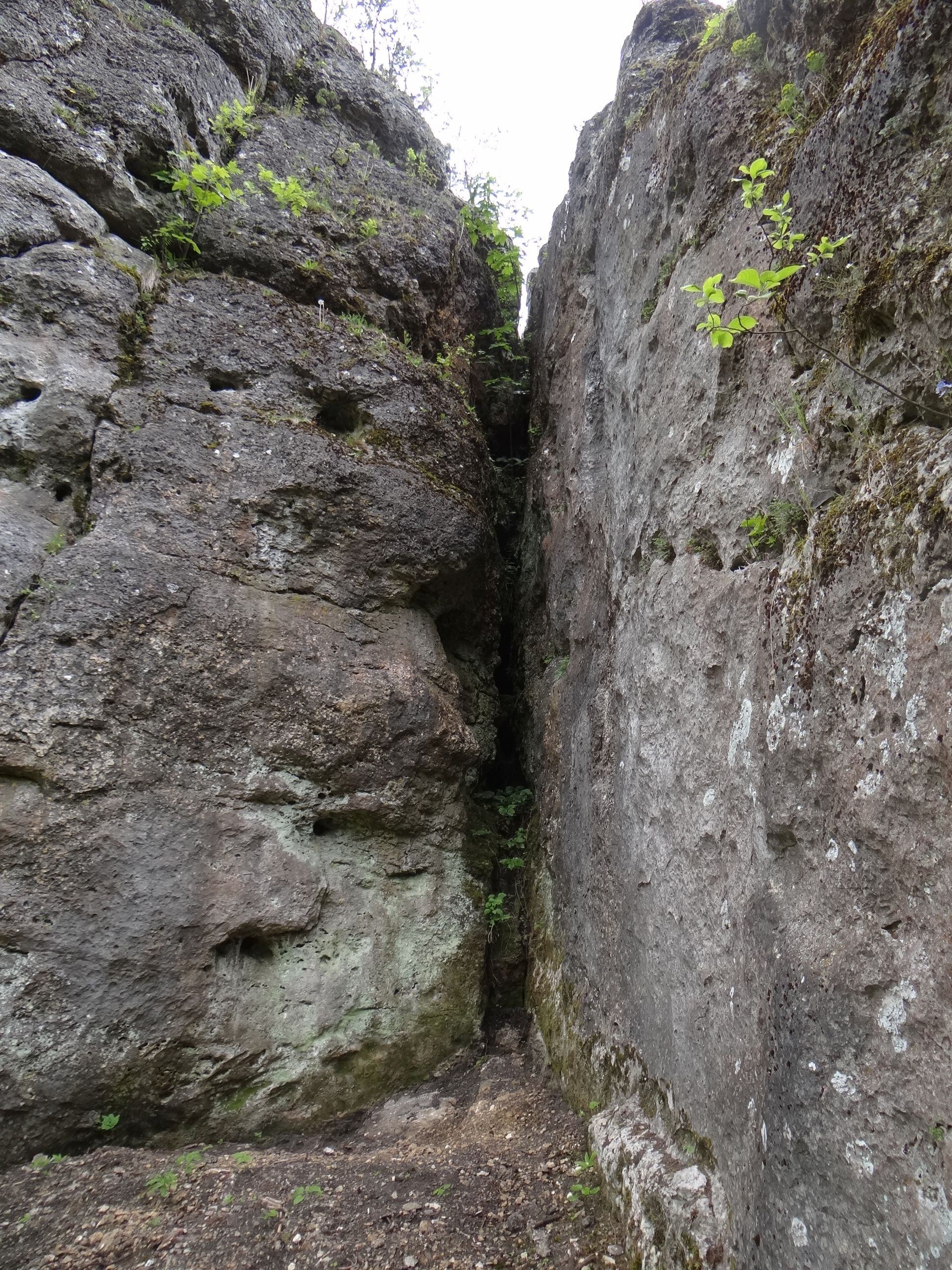
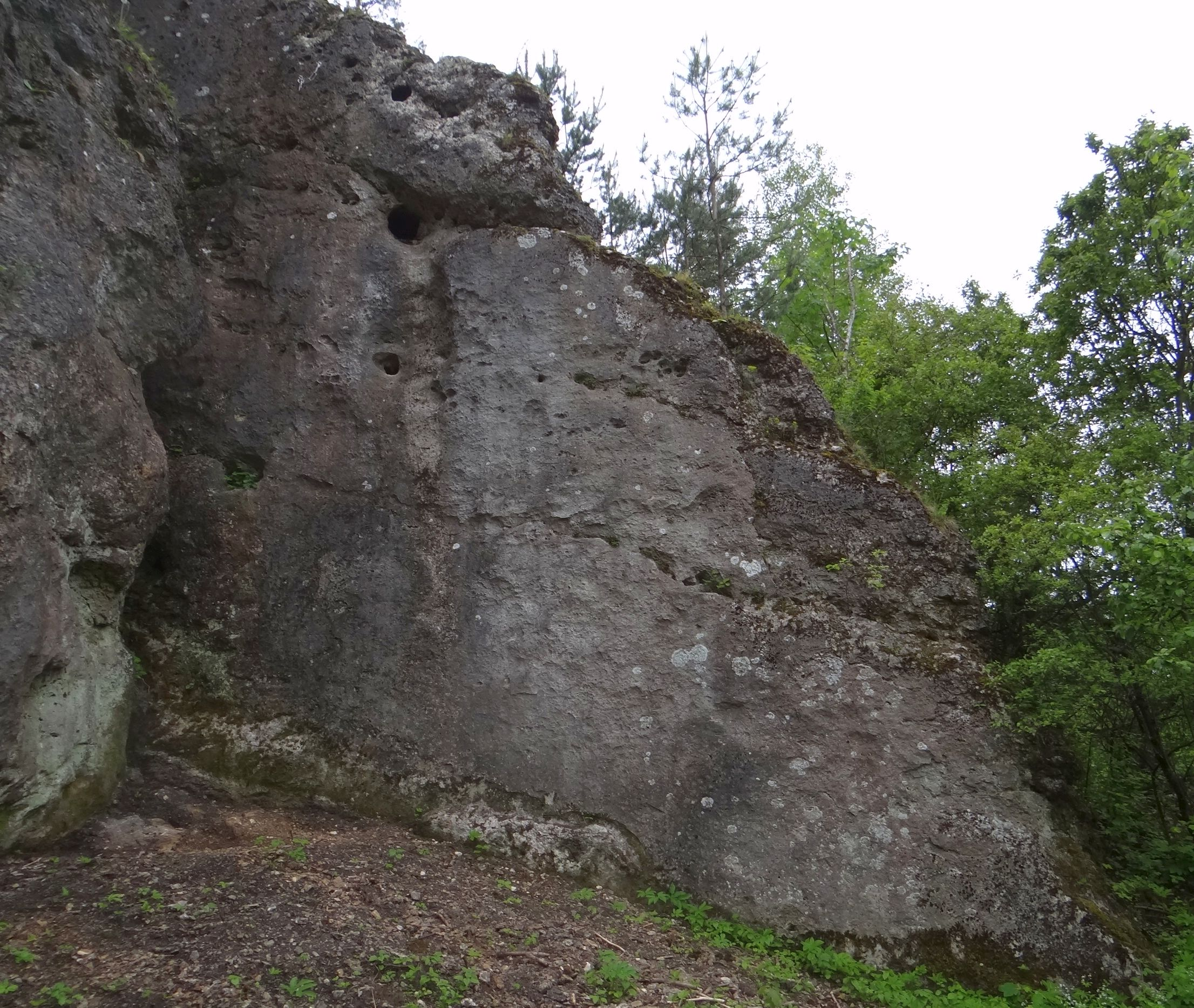

Około 200 m na północ od Dupinka znajduje się Kominowa.